# Shaunae Miller-Uibo
Shaunae Miller-Uibo (nacida Shaunae Miller, Nasáu, 15 de abril de 1994) es una deportista bahameña que compite en atletismo, especialista en las carreras de velocidad. Está casada con el decatleta estonio Maicel Uibo.
Participó en tres Juegos Olímpicos de Verano, entre los años 2012 y 2020, obteniendo dos medallas de oro, en Río de Janeiro 2016 y Tokio 2020, ambas en la prueba de 400 m.
Ganó cuatro medallas en el Campeonato Mundial de Atletismo entre los años 2015 y 2022, y dos medallas en el Campeonato Mundial de Atletismo en Pista Cubierta, en los años 2014 y 2022.

## Carrera deportiva
En la categoría juvenil ganó la medalla de oro en el Campeonato Mundial de 2010 y 2011. En categoría absoluta su primer podio internacional fue el tercer lugar en los 400 m del Campeonato Mundial en Pista Cubierta de 2014.
Compitió en los Juegos Olímpicos de Londres 2012, sin poder clasificarse para la final. En los Juegos Olímpicos de Río de Janeiro 2016 se proclamó campeona de los 400 m, ganando la final con un tiempo de 49,44 s, y fue la abanderada de su país en la ceremonia de apertura. En Tokio 2020 repitió la medalla de oro en los 400 m, con una marca de 48,36 s.
En el Campeonato Mundial de Atletismo obtuvo la medalla de plata en 2015 (400 m), bronce en 2017 (200 m), plata en 2019 (400 m) y oro en 2022 (400 m). En el Campeonato Mundial de Atletismo en Pista Cubierta de 2022 ganó la medalla de oro en los 400 m.

## Palmarés internacional
| Juegos Olímpicos                     | Juegos Olímpicos        | Juegos Olímpicos  | Juegos Olímpicos |
| Año                                  | Lugar                   | Medalla           | Prueba           |
| ------------------------------------ | ----------------------- | ----------------- | ---------------- |
| 2016                                 | Río de Janeiro (Brasil) | Medalla de oro    | 400 m            |
| 2020                                 | Tokio (Japón)           | Medalla de oro    | 400 m            |
| Campeonato Mundial                   |                         |                   |                  |
| Año                                  | Lugar                   | Medalla           | Prueba           |
| 2015                                 | Pekín (China)           | Medalla de plata  | 400 m            |
| 2017                                 | Londres (Reino Unido)   | Medalla de bronce | 200 m            |
| 2019                                 | Doha (Catar)            | Medalla de plata  | 400 m            |
| 2022                                 | Eugene (Estados Unidos) | Medalla de oro    | 400 m            |
| Campeonato Mundial en Pista Cubierta |                         |                   |                  |
| Año                                  | Lugar                   | Medalla           | Prueba           |
| 2014                                 | Sopot (Polonia)         | Medalla de bronce | 400 m            |
| 2022                                 | Belgrado (Serbia)       | Medalla de oro    | 400 m            |